# Loi du 3 janvier 1992 sur l'eau
La loi sur l'eau (loi no 92-3 du 3 janvier 1992 sur l'eau) a pour objet en France de garantir la gestion équilibrée des ressources en eau. Promulguée sous le gouvernement Édith Cresson, c'est l'un des principaux textes législatifs dans ce domaine avec la loi du 16 décembre 1964 relative au régime et à la répartition des eaux et à la lutte contre leur pollution. La loi no 2006-1772 du 30 décembre 2006 sur l'eau et les milieux aquatiques l'a complétée, en particulier sur le régime juridique des cours d'eau non-domaniaux. La Loi pour la reconquête de la biodiversité, de la nature et des paysages de 2016 apporte également des compléments, plus spécialement en définissant le cours d'eau, qui peut ne pas être permanent.

## Objectif de la loi
La loi pose comme principe que « l'eau fait partie du patrimoine commun de la nation ». Ses principaux objectifs sont :
- la préservation des écosystèmes aquatiques, des sites et des zones humides ;
- la protection de la qualité des eaux ;
- le développement des ressources en eau ;
- la valorisation de l'eau comme ressource économique.

Les finalités de ces différentes dispositions sont  :
- de satisfaire l'alimentation en eau potable de la population et de garantir la santé, la salubrité publique et la sécurité civile ;
- d'assurer le libre écoulement des eaux et la protection contre les inondations ;
- de concilier les besoins en eau de l'agriculture, de la pêche et de l'aquaculture, de l'industrie, de la production d'énergie, du transport, loisirs et des sports nautiques, etc.

## Mesures
La loi sur l'eau prévoit la mise en place dans chaque bassin ou groupement de bassins d'un schéma directeur d'aménagement et de gestion des eaux (SDAGE), chargé de fixer les orientations fondamentales de la gestion des ressources en eau. Ces schémas directeurs sont complétés dans chaque sous-bassin par des schémas d'aménagement et de gestion des eaux (SAGE).
La loi précise la répartition des compétences entre l'État et chaque type de collectivité territoriale (communes, départements, régions).

## Suites, évaluation
Cette loi de 1992, dite « loi Lalonde » (du nom du ministre de l'Environnement d'alors) est suivie en 2004 d'une loi transposant la Directive-cadre européenne sur l'eau de 2000. Puis intervient le 30 décembre 2006 la loi sur l'eau et les milieux aquatiques.
En 2016, près de dix ans après son vote, la loi Lema fait l'objet d'un rapport parlementaire d’information rendu public par le sénateur du Cher, Rémy Pointereau. Il constate que les deux grands objectifs qu'étaient (1) la modernisation juridique de la gestion de l’eau et (2) l'atteindre du « bon état écologique des eaux » en…  2015  ne sont qu'en partie atteints. Ce rapport a été présenté le 20 juillet à la commission de l'Aménagement du territoire et du Développement durable du Sénat, le rapport sera discuté en séance publique en novembre avant d'éventuellement faire l'objet d'une proposition de loi, avec quatre éléments de la loi qui posent plus de difficulté d'application. Le rapport fait 28 propositions pour « plus de pragmatisme et de discernement dans la gestion de l'eau en France ». Ces propositions concernent 4 thèmes :
- la gestion qualitative de l'eau (respect des directives pour le bon état écologique de l'eau, en veillant à un financement stable des politiques de l'eau) ;
- la gestion quantitative de la ressource (et donc des conflits d’usages) ;
- une simplification administrative et des normes (dont pour les autorisations dites « loi sur l’eau ») ;
- la planification et la gouvernance (avec une représentation plus juste des parties prenantes dans les instances de bassin).

Enfin, la loi du 24 juillet 2019 renforçant la police de l'environnement apporte des modifications.